# Venceslao Pieralisi
Venceslao Pieralisi (... – Jesi, 19 ottobre 1884) è stato un filosofo e teologo italiano.
Fece parte dei Minori Riformati di Jesi.
Nei suoi scritti, esaltò il valore della pace fra gli uomini e fra tutte le creature. 
Scrisse che l'anima è presente non solo negli esseri umani, ma anche negli animali, ai quali appunto l'anima conferisce - come agli uomini - un'esistenza eterna al di là della morte. 
Per tali motivi Padre Pieralisi sottolineava la necessità etica di trattare gli animali con rispetto ed amore, vincendo la mancanza di sensibilità e l'indifferenza che tradizionalmente la religione cristiana mostra verso di essi.  